# Винцентий Кадлубек

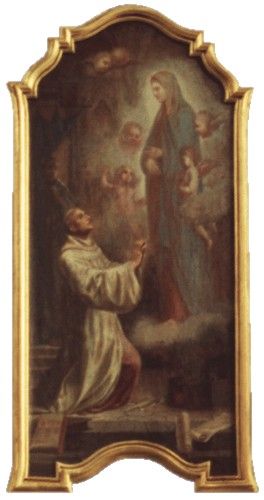
Святой Винцентий Кадлубек. Роспись в Кафедральном соборе в Сандомире

Винце́нтий Кадлу́бек (пол. Wincenty Kadłubek, лат. Vincentius Cadlubkonis; 1150 или 1160, Каргов близ Стопницы или Карвов близ Опатува — 8 марта 1223, Енджеёвский монастырь) — 
первый польский хронист, родившийся в Польше, краковский епископ, один из  основоположников сарматской теории.

## Биография

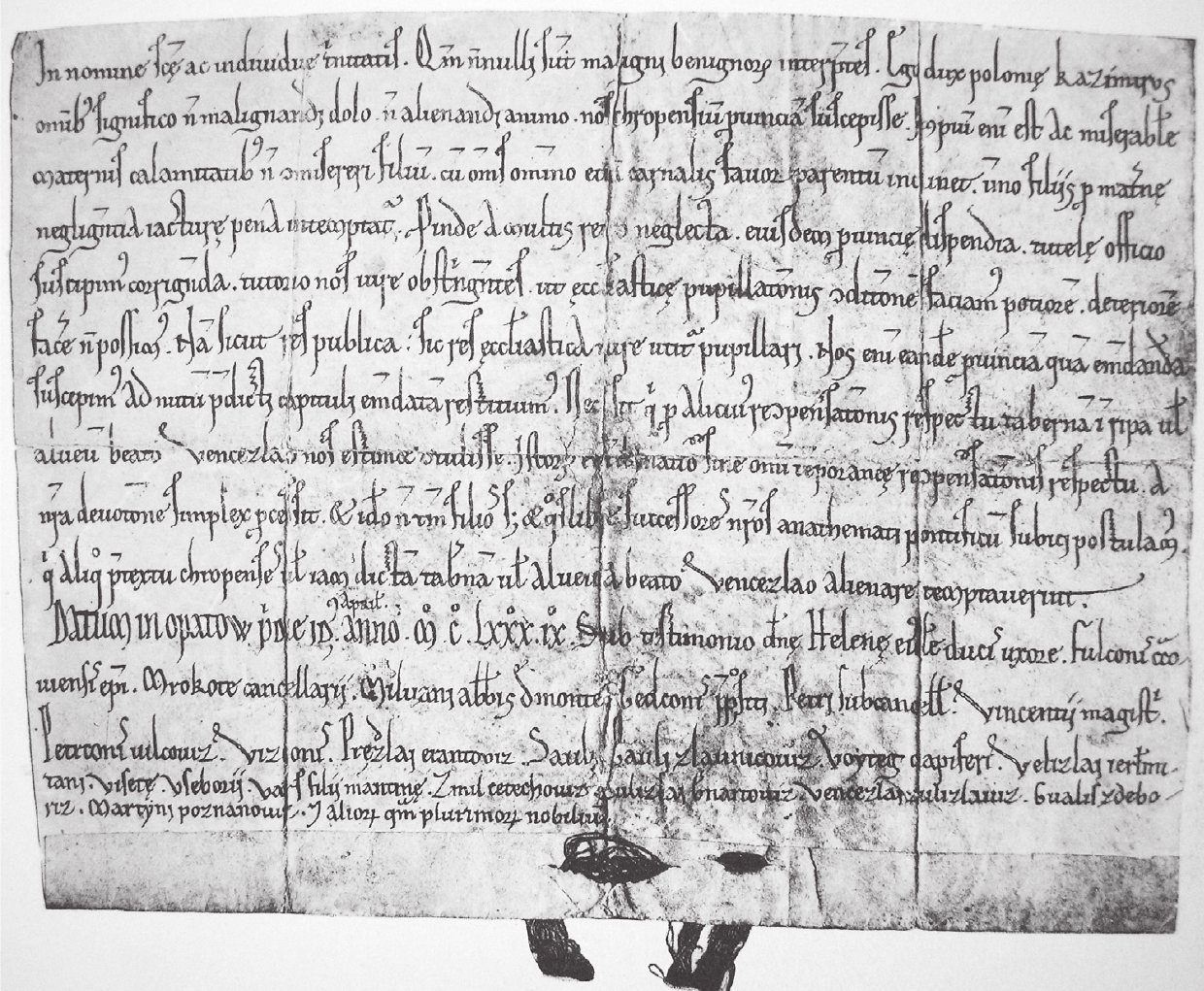
Аббатская хартия, выданная 12 апреля 1189 года Казимиром II. Предполагаемый автограф Винцентия Кадлубка. Архив Краковского соборного капитула, Вавель

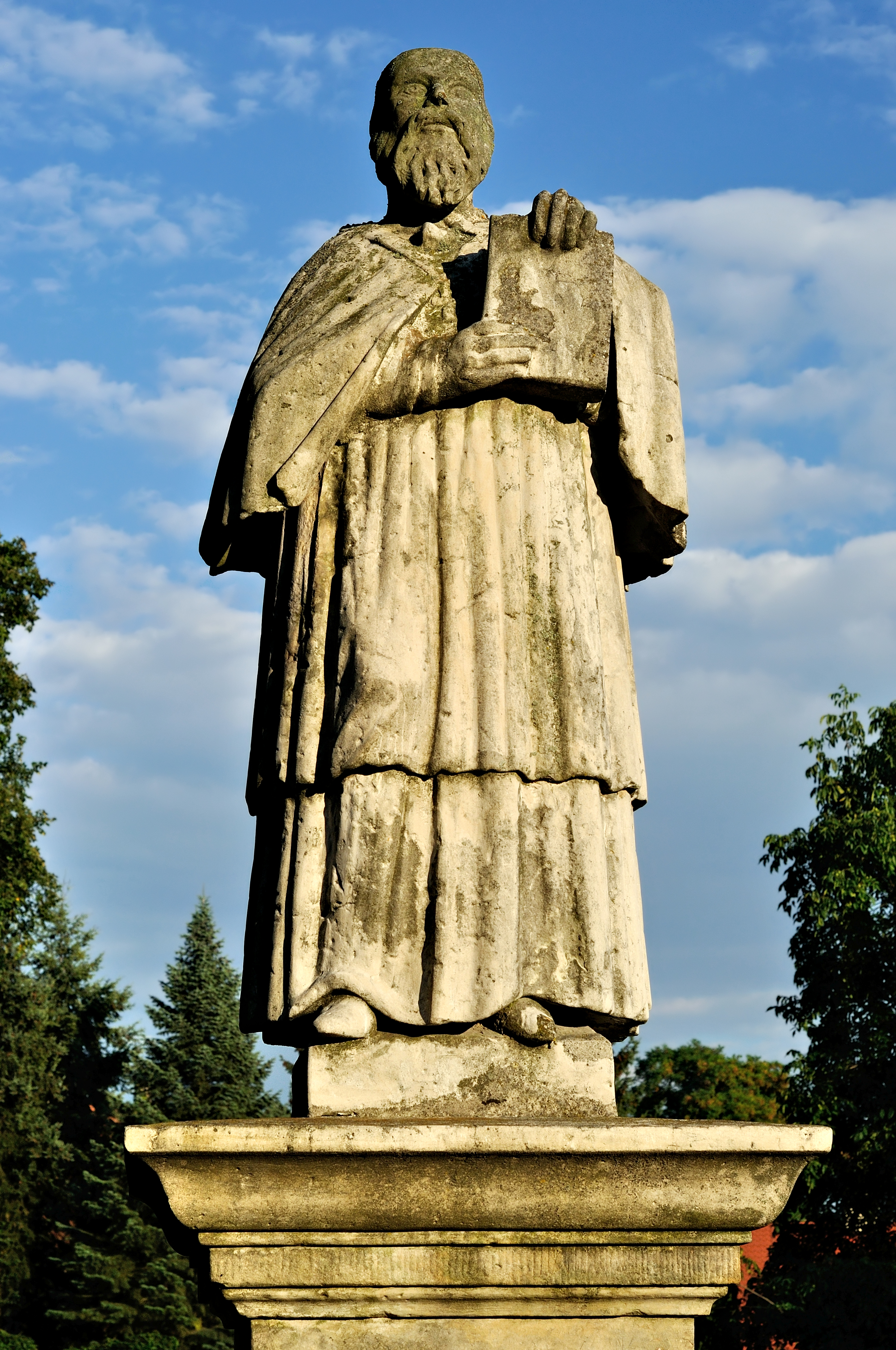
Памятник Винцентию Кадлубку у костёла Пресвятой Богородицы (Сандомир)

Ранним источникам известен как Винцентий Магистр; двойное имя «Винцентий Кадлубек» (точнее, лат. Vincentius Kadłubekonis / Cadlubkonis, или пол. Kadłubowicz) впервые находим в польских латиноязычных рукописях XV века. Полагают, что это следствие искажения имени отца Винцентия — Богуслава, сперва «переведённого» на немецкий как Gottlob, а затем переделанного на латинский лад как Kotlob и вернувшегося в Польшу в виде уже неузнаваемом. Многие исследователи, начиная с середины XX века, не принимают имя «Кадлубек», данное хронисту спустя два века после его смерти, и называют его просто Винцентием.
С другой стороны, прозвище хрониста могло происходить и от уменьшительной формы пол. kadluba — «тулово, колода», или же быть связанным с топонимами, вроде названий мазовецких сёл Кадлубово, Кадлубовка, или же одноимённого села на Подляшье.
Известный польский историк XV века Ян Длугош сообщал, что Винцентий родился в 1160 году в Карвове близ Опатува (совр. Свентокшиское воеводство), в семье Богуслава, выходца из знатного рода Ружецов, и Бенигны. По другим данным, он появился на свет 10 годами ранее, в 1150 году в Каргове близ Стопницы (того же воеводства). Бытовавшее ранее в научной литературе мнение, что он принадлежал к знатному малопольскому роду Лабендзей, в настоящее время оспаривается, и наиболее вероятным считается, что он был выходцем из среднего шляхетства.
Судя по отдельным цитатам и замечаниям в его хронике, показывающим знакомство с трудами античных и средневековых классиков, он получил неплохое схоластическое или юридическое образование. Вероятно, он учился в одном из двух университетов, существовавших тогда в Европе — в Париже или в Болонье, а, возможно, и в обоих. Польская исследовательница его творчества Бригида Кюрбис считает, что он мог обучаться даже в знаменитой философской школе в Шартре. Но существует и альтернативная версия Яна Сулёвского, согласно которой никаких университетов будущий хронист в глаза не видел, а своё типично монастырское воспитание получил в одной из школ цистерцианского ордена, обучаясь там у магистра, воспитанного в Париже или Шартре. Образованность Кадлубека, однако, зафиксирована в грамоте сандомирского князя Лешка Белого 1206 года о пожалованиях сулейовским цистерцианцам, где упоминается Sandomiriensis prepositi magistri Vincentii, а в памяти следующих поколений сохранилась в виде титула mistrz nauk wyzwolonych, т. е. «магистр свободных наук». 
При краковском епископе Гедке Винцентий был посвящён в пресвитеры и в этом качестве подвизался при дворе малопольского (краковского) князя Казимира Справедливого, которому одно время служил канцлером. Около 1189 года упоминается в документах в качестве преподавателя кафедральной школы в Кракове, в 1190-х годах был проректором в Сандомире. Вопреки распространённой историографической легенде, основанной на упоминании его в документе 1212 года под титулом «quondam Sandomirensis praepositus», настоятелем Сандомирского монастыря он никогда не был. В 1207 году был поставлен епископом краковским, и 28 марта 1208 года утверждён в должности римским папой Иннокентием III. 
Вероятно, был одним из главных советников князя Лешека Белого, облагодетельствовал немало монастырей и костёлов. В 1215 году принимал участие в IV Латеранском соборе (Рим). В 1218 году добровольно отрёкся от сана и удалился в Енджеёвский цистерцианский монастырь. Умер здесь же 8 марта 1223 года и был похоронен перед алтарём соборной церкви обители.

После обнаружения в 1682 году его могилы польский король Ян Собеский подал прошение в Ватикан о его беатификации, и в 1764 году он причислен католической церковью к числу блаженных.

## Сочинения

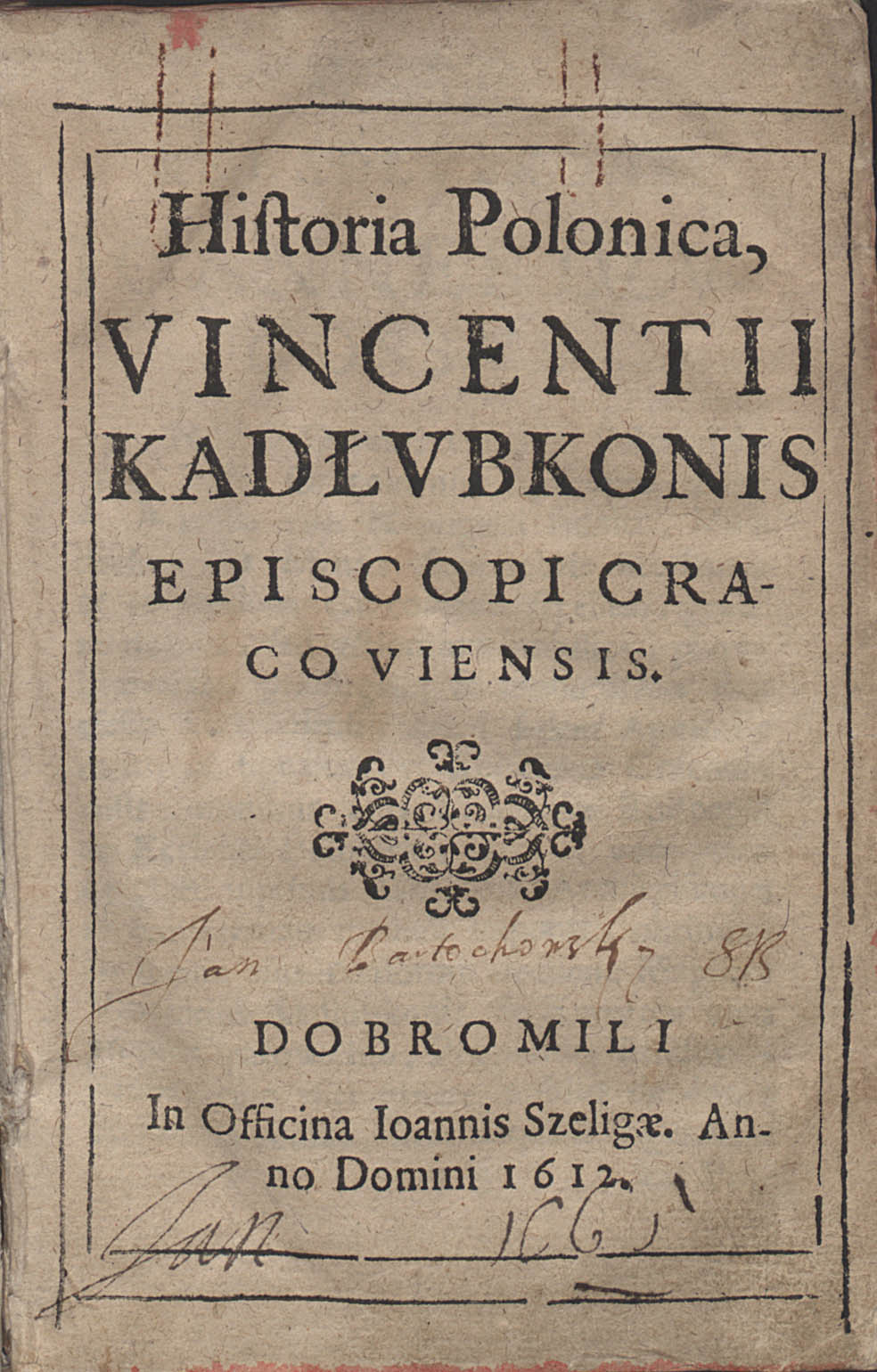
Первое печатное издание хроники Винцентия Кадлубка в Добромиле (1612)

Написанная им в Сандомире не позже 1205 года или 1206 года, по другим данным, в Енджеёвской обители после 1218-го, «Хроника и происхождение королей и правителей Польских» (лат. Chronica seu originale regum et principum Poloniae), сокр. «Хроника Винценциана» (лат. Cronica vincenciana), пользовалась в Польше огромной славой и являлась предметом школьного изучения и подражания. Она состоит из четырёх книг, и содержанием первых трёх, изложенных в форме диалога между Иоанном, епископом гнезненским, и Матвеем, епископом краковским, являются размышления о делах прошлого, которые они сопоставляют с событиями античной истории, основным источником сведений о которых стала составленная в III веке н. э. Юстином „Эпитома сочинения Помпея Трога «История Филиппа»“. Предметом прений действующих лиц-прелатов является история Польши с древнейших времён до 1173 года, то есть до смерти князя Болеслава IV Кудрявого.
При написании этой части своего труда автор использовал разные источники, наиболее важным из которых является польская Хроника Галла Анонима, доведённая до 1113 года, сочинения Гальфрида Монмутского, Иоанна Солсберийского, Алана Лилльского, Александра Неккама, а также житие Св. Войтеха и устные предания о Краке и пр. Главное внимание Винцентий уделяет политическим конфликтам и дипломатическим интригам в королевстве, в частности, убийству князем Болеславом II Смелым краковского епископа Станислава Щепановского (1079), войнам между Болеславом III Кривоустым и его братом Збигневом (1102—1111), а также Краковскому восстанию 1177 года против Мешко III Старого, которое возглавил воцарившийся там после него Казимир II Восстановитель.
Четвёртая книга значительно отличается по форме от трёх первых: это свободное историческое повествование, в котором, в отличие от анналов или русских летописей, отсутствует строгая погодная структура. Эта книга осталась незаконченной и обрывается на событиях 1202 года. Главным героем её является южнорусский князь Роман Мстиславич, которого Винцентий, с одной стороны, называет «помощником и даже как бы наставником (paedagogus) нашего государства», рассказывая об участии его в битве на реке Мозгаве (1195) на стороне малолетних Лешека и Конрада против Мешко Старого, а с другой, приписывает ему проведение политики террора в отношении галицкой знати, с описанием зверских казней, изобретавшихся галицким князем для жертв его гнева. Под пером польского хрониста Роман выводится подлинным тираном, «в приступе ярости и запале тщеславия не щадившим никого из своих», а своё политическое кредо изложившим в сделавшихся поговорками циничных высказываниях о том, что «нельзя спокойно наслаждаться пчелиным медом, если не погнетешь внутри дупла весь рой», или о том, что «не почувствовать вкуса специй, если не растолочь их в ступе».
Реальность рассказа Кадлубка, не подтверждаемого русскими источниками, в новейшей литературе оспаривается, с указанием многочисленных примеров заведомого и при этом вполне целенаправленного вымысла в тех разделах хроники, где речь идёт о русско-польских взаимоотношениях.

Повествование в пределах «русских сюжетов» подчинено идеологической сверхзадаче воспитания будущих поколений польских интеллектуалов в духе презрения и ненависти к православной Руси, которая настойчиво изображается как естественный объект для польского завоевания.
Хотя хроника Кадлубка всегда активно использовалась историками (в некоторых случаях просто за неимением источников более надёжных), относиться к известиям этого автора следует с большой осторожностью. Вряд ли может быть оспорена резко отрицательная оценка его труда, данная более ста лет назад в ЭСБЕ:

Отсутствие какой бы то ни было исторической критики, риторический туман, из-за которого совсем не видно истины, даже намеренный вымысел по западно-европейским образцам, лишь с переменой имен, и общее панегирическое направление в католическом духе лишают хронику Кадлубка значения исторического источника, оставляя за ней лишь незначительные литературные достоинства.
Ещё в XV веке комментатор хроники профессор Краковского университета Ян из Домбрувки выделил цитаты из 140 произведений и ссылки на 100 авторов, включая Теренция, Цицерона, Вергилия, Горация, Овидия, Плутарха, Ювенала, Макробия и Боэция, а также такие законодательные памятники, как Кодекс Юстиниана, Декрет Грациана и Ленчицкий статут. Подозрительно «круглые» числа наводят на мысль, что Домбрувка несколько преувеличивал, но феноменальная начитанность Винцентия в латиноязычной литературе, включая античную, подтверждается и современными исследователями. В литературном стиле его произведения прослеживается влияние проповедей Св. Бернарда Клервоского и более поздней цистерцианской литературы.
В начале XIV века хроника Винцентия Кадлубка была продолжена до 1288 года в «Хронике Мержвы» (лат. Chronica Mierzwae), в 30-е годы того же столетия послужила одним из основных источников для компилятивной «Великопольской хроники», составленной анонимным автором при дворе познанского епископа и доводящей изложение событий до 1273 года, а в 1382—1386 годах использована бжегским каноником Петром из Бычины в «Хронике польских князей» (лат. Chronica principum Poloniae).
Оригинал хроники Кадлубка не сохранился, известно лишь не менее 30 более поздних рукописей, древнейшая из которых (MS 480) находится в Австрийской национальной библиотеке в Вене и датируется началом XIV века. Экземпляры её первого печатного издания, увидевшего свет в 1612 году в типографии Яна Шелиги в Добромиле под заглавием «Истории польской» (лат. Historia polonica), хранятся сегодня в Берлинской государственной библиотеке, Всероссийской государственной библиотеке иностранной литературы и др. книжных собраниях европейских стран.
Комментарии к хронике Кадлубка, написанные вышеназванным Яном из Домбрувки, были прочитаны им на лекциях 1436—1437 годов и позднее послужили основой для польских университетских учебников по истории.

## Издание хроники
- Щавелева Н. И. Хроника магистра Винцентия Кадлубка // Щавелева Н. И. Польские латиноязычные средневековые источники. Тексты, перевод, комментарий. — М.: Наука, 1990. — (Древнейшие источники по истории Восточной Европы). — С. 76—140. — ISBN 5-02-009442-0.
- Винцентий Кадлубек. Хроника и происхождение князей и правителей польских. Книга четвертая / Пер. М. С. Фанченко // Польские хроники. — М.: Русская панорама, 2023. — С. 119—200. — (MEDIÆVALIA: средневековые литературные памятники и источники). — ISBN 978-5-93165-468-3.